# Regino Prümski
Regino  Prümski je bil glasbeni teoretik, kanonik in zgodovinar, * okoli 840, verjetno Altrip pri Ludwigshafnu, † 915, Trier. 
Od leta 892 do 899 je bil sedmi opat Prümske opatije. Ukvarjal se je predvsem z obnovo opatije, ki so jo uničili Normani. 

## Življenje
Regino je neznano kdaj vstopil v neznan samostan in leta 892 postal opat Prümskega samostana v Eifelu. Njegova glavna skrb je bila očitno gospodarska obnova cesarske opatije, ki so jo močno prizadeli vpadi Normanov leta 882 in 892. V njegovem mandatu je leta 893 nastal Prümski urbar, ki je z današnje perspektive pomemben vir podatkov o gospodarski in družbeni zgodovini srednjega veka. Urbar je tudi vir imen številnih krajev, katerim je pripadala takratna Prümska opatija. 
Leta 899 se je moral odpovedati položaju opata in se je umaknil v cesarsko opatijo sv. Maksimina v Trierju. Trierski nadškof Radbod mu je naročil, naj preuredi opatijo sv. Martina, ki so jo opustošili Normani. V Trierju je Regino med letoma 900 in 908  napisal tri dela, ki kažejo, da je bil dober dušni pastir in pisec. 
Pokopan je bil v samostanu sv. Maksimina v Trieru. 
Leta 1911 so mu v njegovem domnevnem rojstnem kraju Altripu postavili spomenik. 

## Dela

### De harmonica institutioneinTonarius
Reginovo najzgodnejše delo je bila Epistola de harmonica institutione, razprava o glasbi, ki jo je napisal v obliki pisma nadškofu Radbodu. Glavni cilj razprave je bil izboljšati bogoslužno petje v cerkvah škofije in verjetno zagotoviti Radbodovo podporo pri tem. Napisal je tudi zbirko napevov z naslovom Tonarius.

### Chronicon
Reginovo najvplivnejše delo je njegova Kronika, univerzalna zgodovina od rojstva Jezusa Kristusa do leta 906. Kronikase osredotoča predvsem  na zgodovino karolinškega cesarstva. Delo je bilo verjetno namenjeno kralju Ludviku Otroku (vl. 900–911) in posvečeno  augsburškemu škofu Adalberonu (umrl 909). Nadaljevanje dela od leta 906 do 967, znano kot Continuatio Reginonis, je uredil Adalbert, menih v benediktinskem samostanu svetega Maksimina v Trierju, in kasneje verjetno magdeburški nadškof. 
Prva knjiga vsebuje obsežne pripovedi o usodi različnih vladarjev in cerkvenih mož, ki so delovali proti vladavini rimskih in bizantinskih cesarjev. Knjiga se konča leta 741 s smrtjo Karla Martela. Sestavljena je iz izvlečkov del Bede Častitljivega, Pavla Diakona, Dagobertove kronike, Letopisov sv. Amanda in kronike Liber Historiae Francorum.  
Prvi del druge knjige (741–906) je dolg povzetek Letopisov Frankovskega kraljestva do leta 813. Od leta 814 naprej delo sestavljajo pričevanja očividcev, Pavla Diakona in, v zvezi z dogodki v Lotaringiji, delo Adventija, škofa iz Metza. V kasnejših delih druge knjige Regino razpravlja in se ukvarja z različnimi kralji, ki so poskušali prevzeti oblast v Lotaringiji, in zlasti kritizira Cventibolda, sina mogočnega magnata in kasnejšega kralja, bavarskega vojvode Arnulfa. Kronološka točnost dela je vprašljiva. Regino namreč je prilagodil in spremenil Bedov sistem datiranja Anno Mundi v Anno Domini, da bi odražal Jezusovo učlovečenje.
Sodobni zgodovinarji menijo, da je delo pomembno zaradi dejstva, da je prva kronika, ki uporablja sistem datiranja AD (leta Gospodovega).
Reginova kronika je pomemben vir podatkov o bolgarski srednjeveški zgodovini, saj je edino sodobno besedilo, ki namiguje na Preslavski zbor: "… (Boris I.) je zbral celotno svoje cesarstvo in postavil svojega mlajšega sina (Simeona I.) za kneza …"
Med zgodovinarji, ki so uporabljali Reginovo Kroniko, je bil Kozma Praški.
Kronika je bila prvič natisnjena v Mainzu leta 1521.

### De ecclesiasticis disciplinis
Regino je na prošnjo svojega prijatelja in pokrovitelja, trierskega nadškofa Radboda († 915), sestavil zbirko kanonov Libri duo de synodalibus causis et disciplinis ecclesiasticis (Knjigi o sinodalnih zadevah in cerkvenih disciplinah), posvečeno Hatu I., nadškofu v Mainzu. Delo govori o cerkveni disciplini pri cerkvenih vizitacijah. Delo je razdeljeno na 434 sklopov. V Mignovi izdaji ima delo naslov je Libellus DE ECCLESIASTICIS DISCIPLINIS ET RELIGIONE CHRISTIANA, COLLECTUS Ex jussu domini metropolitani Rathbodi Trevericae urbis episcopi, a Reginone quondam abbate Prumiensis monasterii, ex diversis sanctorum Patrum conciliis et decretis Romanorum pontificum (Nekaj o cerkvenih disciplinah in krščanski veri, zbral Regino, nekoč opat samostana Prüm, po ukazu gospoda metropolita Ratboda, škofa mesta Trier, iz raznih svetov svetih očetov in odlokov rimskih papežev). Znatni deli tega dela so bili vključeni v Burhardov dekret iz leta 1012. 
Sklop 364  je tako imenovani Canon Episcopi, ki se tako imenuje po uvodnih besedah Ut episcopi episcoporumque ministri omnibus viribus elaborare studeant (Da si škofje in škofovski ministranti z vso močjo prizadevajo za delo...), ki obravnava ljudsko vraževerje.

### Drugo
Okoli leta 900 je Regino naštel štiri značilnosti etnične pripadnosti: rod (poreklo, rasa), navade (običaji, vedenje), jezik in zakoni. Te kategorije so veljale za ključne nominalne kvalifikatorje etnične identitete od karolinškega obdobja dalje.